# 부가티
부가티(프랑스어: Bugatti)는 이탈리아 태생 프랑스의 에토레 부가티(Ettore Bugatti)가 1909년 프랑스 알자스지방의 몰샤임(Molsheim)에 설립한 고급 자동차 브랜드이다. 현재는 독일 폭스바겐AG의 계열사이다.

## 차종

### 부가티 베이론

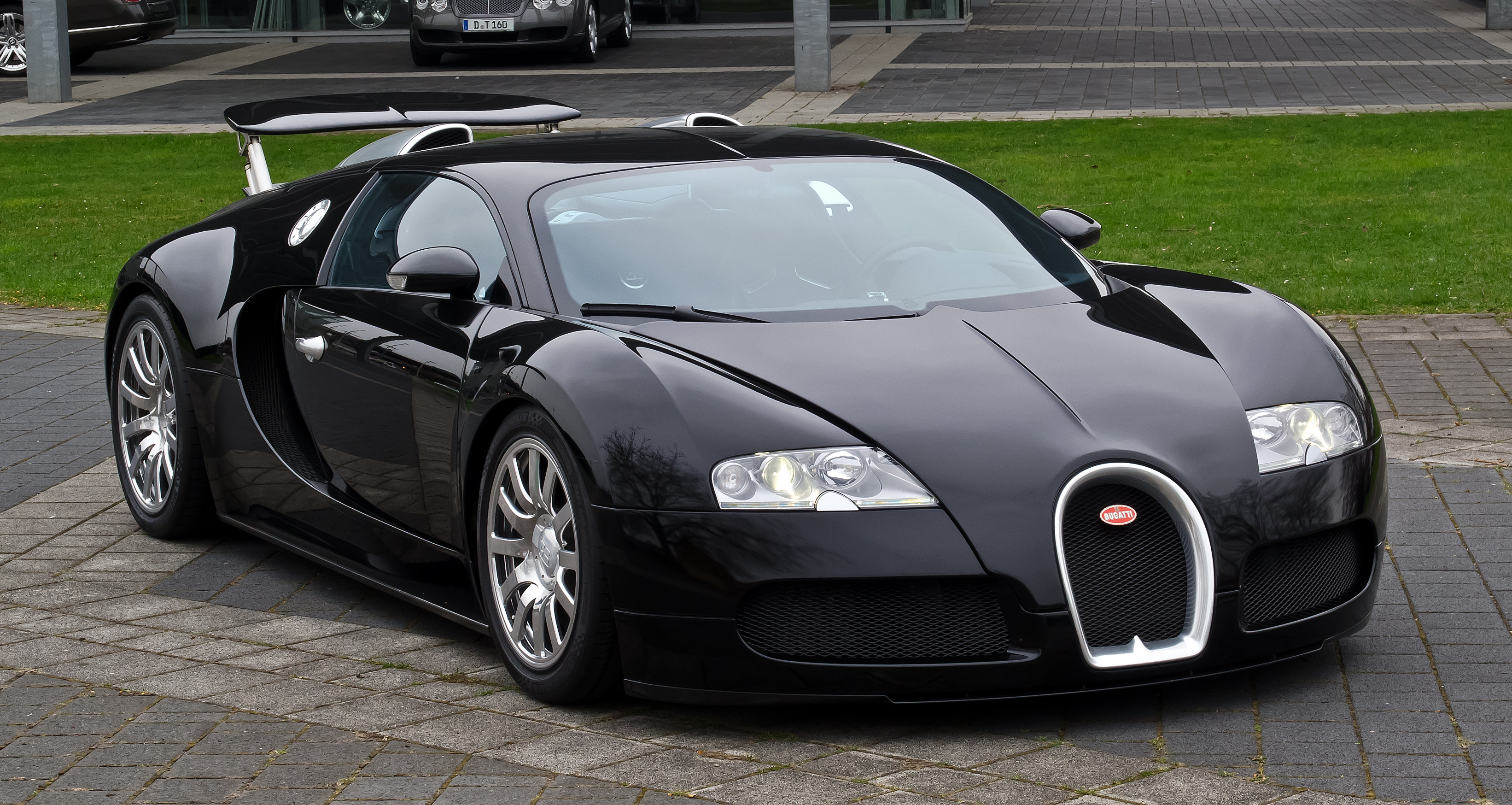
부가티 베이론

2000년에 회사는 새로운 엔진 컨셉트를 도입했다. 파리 모터쇼, 제네바 모터쇼, 북미 국제 오토쇼에서 부가티는 1,001 PS (736 kW; 987 hp)의 엔진 출력을 가진 16기통 사륜구동 차량인 EB 16/4 베이론 컨셉트 카를 공개했다. EB 16/4 베이론은 4개의 터보차저를 장착한 8.0리터 엔진을 탑재했다. 최고 속도는 407 km/h (253 mph)에 달했다. 당시 베이론은 가장 강력하고 빠른 슈퍼카였다. 가속 테스트에서는 2.5초 만에 100 km/h (62 mph)에 도달했으며, 7.3초 만에 200 km/h (124 mph), 16.8초 만에 300 km/h (186 mph)에 도달했다.
개발은 처음에 2001년까지 지속되었다. EB 16/4 베이론은 "고급 컨셉트" 상태를 부여받았다. 2001년 말, 부가티는 이 차량이 공식적으로 부가티 베이론 16.4로 불리게 되었다고 발표했다. 이 숫자의 조합은 16기통과 네 번째 디자인 연구를 의미한다. 처음에는 2003년에 생산을 시작할 예정이었다. 듀얼 클러치 변속기 및 300km/h를 훨씬 넘는 속도에서의 비정상적이고 극단적인 요구 사항으로 인해 여러 차례 지연되었다. 마침내 2005년 9월에 생산이 시작되었고, 긴 대기 시간으로 인해 연간 생산량이 70대로 증가했다.
2010년 6월 26일, 부가티 베이론 16.4 슈퍼 스포츠는 최고 속도 431.072 km/h (267.86 mph)로 도로 주행이 가능한 양산 스포츠카 세계 최고 속도 기록을 세웠다. 같은 해 8월, 1,200 PS (883 kW; 1,184 hp)의 이 차량은 페블비치에서 처음으로 공개되었다. 2013년 4월, 베이론 16.4 그랜드 스포츠 비테세는 408.84 km/h (254.04 mph)에 도달하여 로드스터로서는 사상 최고 속도를 기록했다. 8대 한정판인 비테세 월드 레코드 카 에디션은 이후 상하이 국제 모터쇼에서 처음으로 전 세계에 공개되었으며, 곧바로 완판되었다.
2015년 IAA에서 회사는 비전 그란 투리스모 프로젝트의 쇼카를 공개했다. 부가티 비전 그란 투리스모를 통해 이 고급 자동차 제조사는 450대의 베이론이 모두 판매된 후 가능한 새로운 슈퍼 스포츠카를 선보였다. 부가티 비전 그란 투리스모의 디자인은 1920년대와 1930년대의 레이싱 전통을 상기시키도록 의도되었다. 배색은 르망 24시에서의 브랜드 승리를 나타낸다. 2015년 11월 6일, 부가티의 새로운 CI(Corporate Identity) 디자인이 적용된 첫 번째 쇼룸이 동시에 개장되었다.

### 부가티 시론

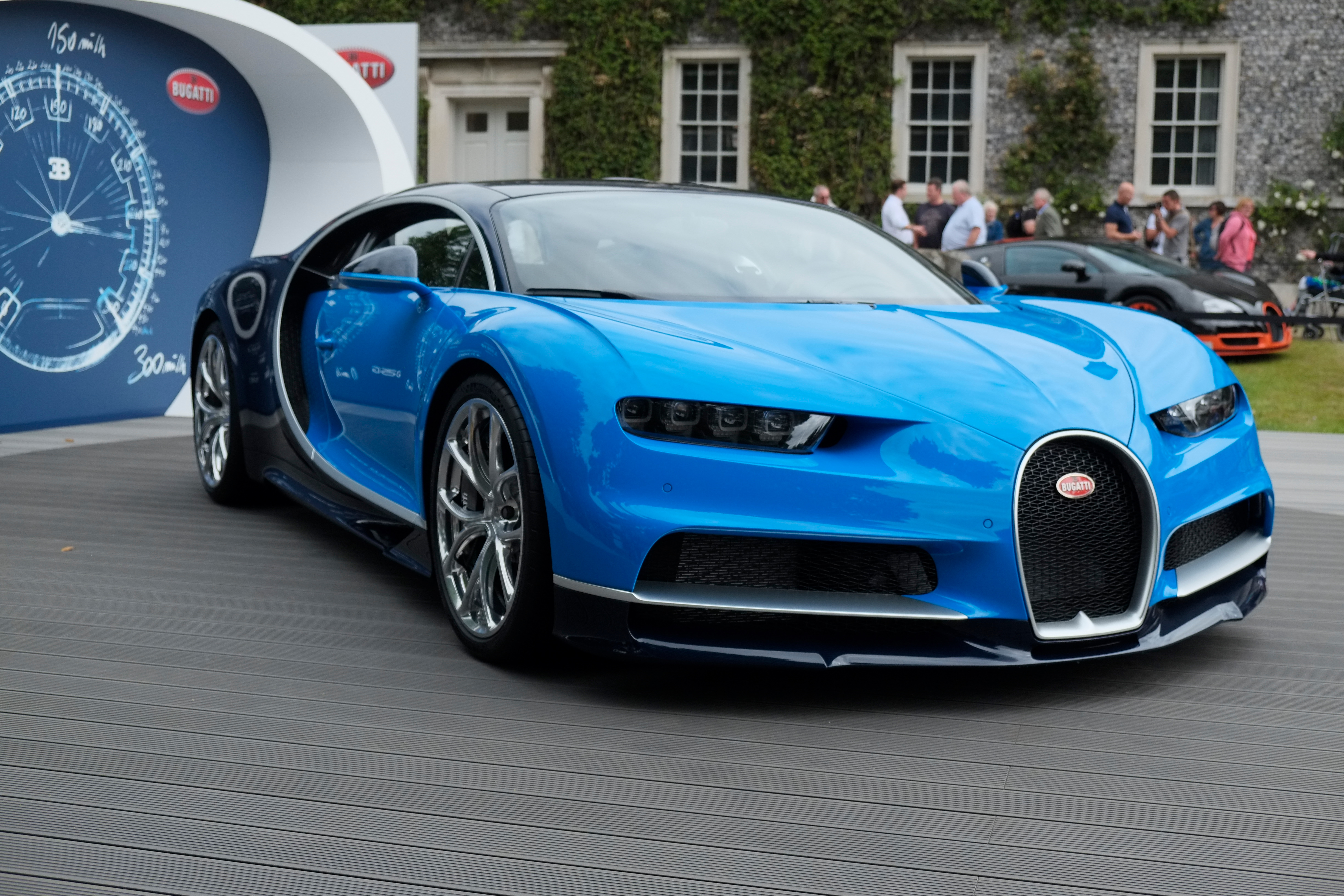
부가티 시론

2015년 11월 30일, 부가티는 베이론의 후속 모델이 시론으로 명명될 것이라고 발표했다. 이 이름은 부가티 타입 35로 레이싱 경력을 시작하여 여러 그랑프리에서 우승한 모나코의 레이싱 드라이버 루이 시롱에게 헌정되었다. 2016년 2월 29일, 부가티는 제네바 모터쇼에서 새로운 하이퍼카 시론을 공개했다. 이 차량은 여전히 4개의 터보차저를 장착한 8.0리터 16기통 엔진으로 구동되지만, 이제 1,500 PS (1,103 kW; 1,479 hp)의 출력과 1,600 뉴턴미터의 토크를 낸다. 시론은 정지 상태에서 2.4초 만에 100 km/h (62 mph)까지 가속하고, 6.1초 만에 200 km/h (124 mph), 13.1초 만에 300 km/h (186 mph)에 도달한다. 최고 속도는 420 km/h (261 mph)이다. 부가티는 1,500마력 이상을 생산하는 W16 엔진을 제작하는 유일한 자동차 제조업체이다. 2016년부터 시론에는 최초의 양산 3D 프린팅 부품인 변속기 오일 덕트의 작은 콘솔이 장착되었다.
이로써 시론은 전 세계에서 가장 빠른 하이퍼카이며, 기본 가격은 240만 유로(253만 미국 달러)이다. 몰샤임에서의 생산은 500대로 제한되며, 첫 번째 생산 차량은 2017년 3월에 고객에게 인도되었다. 시론은 2016년 4월 미국 시장에 데뷔했다. 2016년 8월 21일, 부가티는 비디오 게임 그란 투리스모 스포트에 등장하는 차량의 실제 연구인 비전 그란 투리스모 컨셉트 카를 공개했다. 2017년 9월 11일, 시론은 새로운 세계 기록을 세웠다. 0에서 400 km/h (249 mph)까지 가속하고 다시 0으로 돌아오는 데 단 42초밖에 걸리지 않았다.
BBC의 탑 기어 매거진은 2017년 11월 27일에 시론을 "올해의 하이퍼카"로 선정했으며, 한 달 후 시론은 영국 에보 매거진에서도 상을 받았다.
2018년 3월 6일 제네바 모터쇼에서 부가티는 횡가속에 최적화된 하이퍼카인 시론 스포츠를 공개했다. 새로운 소재(와이퍼가 탄소로 만들어진 최초의 양산차)의 사용 증가, 그로 인한 18kg의 경량화, 새로운 다이내믹 토크 벡터링 기능 등 수많은 변화 덕분에 나르도 핸들링 서킷에서 시론보다 5초 더 빠르다. 엔진은 시론과 동일하게 1,103 kW (1,479 hp)의 출력과 1,600 뉴턴미터의 토크를 낸다. 2018년 6월, 레고 테크닉은 레고 블록으로 1:8 스케일의 시론을 재현했다.
2018년 11월, 레고는 부가티와 협력하여 레고 블록으로 만든 1:1 스케일 시론을 디자인했다. 실제 크기의 레고 테크닉 시론은 1,000,000개 이상의 레고 조각으로 만들어졌으며, 약 5.3마력과 92Nm의 토크를 생산하고, 시속 20km까지 달릴 수 있었으며, 디자인 및 제작에 13,000시간 이상이 소요되었다.
2019년, 부가티는 시론 스포츠의 특별판 "110 ans" 에디션으로 110주년을 기념했다. 이 하이퍼카는 프랑스에 대한 경의를 표하며 내외부에 삼색기를 장식한다. 파워트레인은 8리터 16기통에 4개의 터보차저와 1,103kW/1,500마력을 그대로 유지한다. 이 차량은 제네바 모터쇼에서 처음 공개되었다.
2019년 7월, 부가티는 "110 ans Bugatti"라는 이름으로 200번째 시론을 제작했다.
2019년 9월, 부가티는 개조된 시론으로 시속 300마일의 장벽을 넘어 최고 속도 기록을 경신하였다. 전 레이싱 드라이버이자 테스트 드라이버인 앤디 월러스는 VW 시험장에서 304.773 mph (490.485 km/h)에 도달했다. 이로써 시론은 시속 300 mph (483 km/h)을 초과한 최초의 양산차가 되었다.
부가티는 2019년 9월 몰샤임에서 열린 그랜드 페테에서 고객 및 브랜드 친구들과 함께 110번째 생일을 축하하고, 이 자리에서 시론 슈퍼 스포츠 300+를 공개했다. 1,600마력으로 성능이 향상된 이 차량은 최고 속도에 최적화된 차체를 가지고 있으며 30대로 한정 생산되었다. 한 대당 가격은 350만 유로(369만 미국 달러)였다.
프랑스 회사는 2020년 3월 또 다른 파생 모델인 시론 퓨어 스포츠를 선보였다. 이 신형 모델은 횡 방향 다이내믹스를 염두에 두고 개발 및 설계되었다. 이를 위해 엔지니어들은 섀시, 엔진, 변속기 및 공기역학을 수정했다. 새로운 변속기는 전체 기어비가 15% 짧아져 개선되었으며, 350 km/h (217 mph)에서 최대 출력을 사용할 수 있다. 시론 퓨어 스포츠는 0에서 100 km/h (62 mph)까지 2.4초에서 2.3초로, 0에서 200 km/h (124 mph)까지는 6.1초에서 5.9초로 가속한다. 차량의 최고 속도는 전자적으로 350 km/h (217 mph)로 제한되며, 최대 기어 변속 속도는 6,900rpm이다. 후방에는 시론 퓨어 스포츠가 대량의 다운포스를 위해 1.90미터 너비의 리어 윙을 장착한다. 전면과 후면에 더 단단한 스프링, 성능을 위해 설계된 어댑티브 댐퍼의 제어 전략, 수정된 캠버 값으로 구성된 새로운 섀시 설정은 코너링에서 더욱 역동적인 핸들링과 민첩성을 보장했다. 시론 퓨어 스포츠는 60대로 한정 생산되며, 각 차량의 가격은 300만 유로이다. 첫 번째 차량은 2020년 8월에 인도되었다.
9월, 부가티는 특별한 시론 스포츠 모델인 '레 레진드 뒤 씨엘'을 선보였다. 20대 한정판인 이 에디션은 부가티의 전설적인 조종사 및 공장 드라이버에게 헌정되었다. 각 차량의 가격은 288만 유로이다.

### 부가티 디보

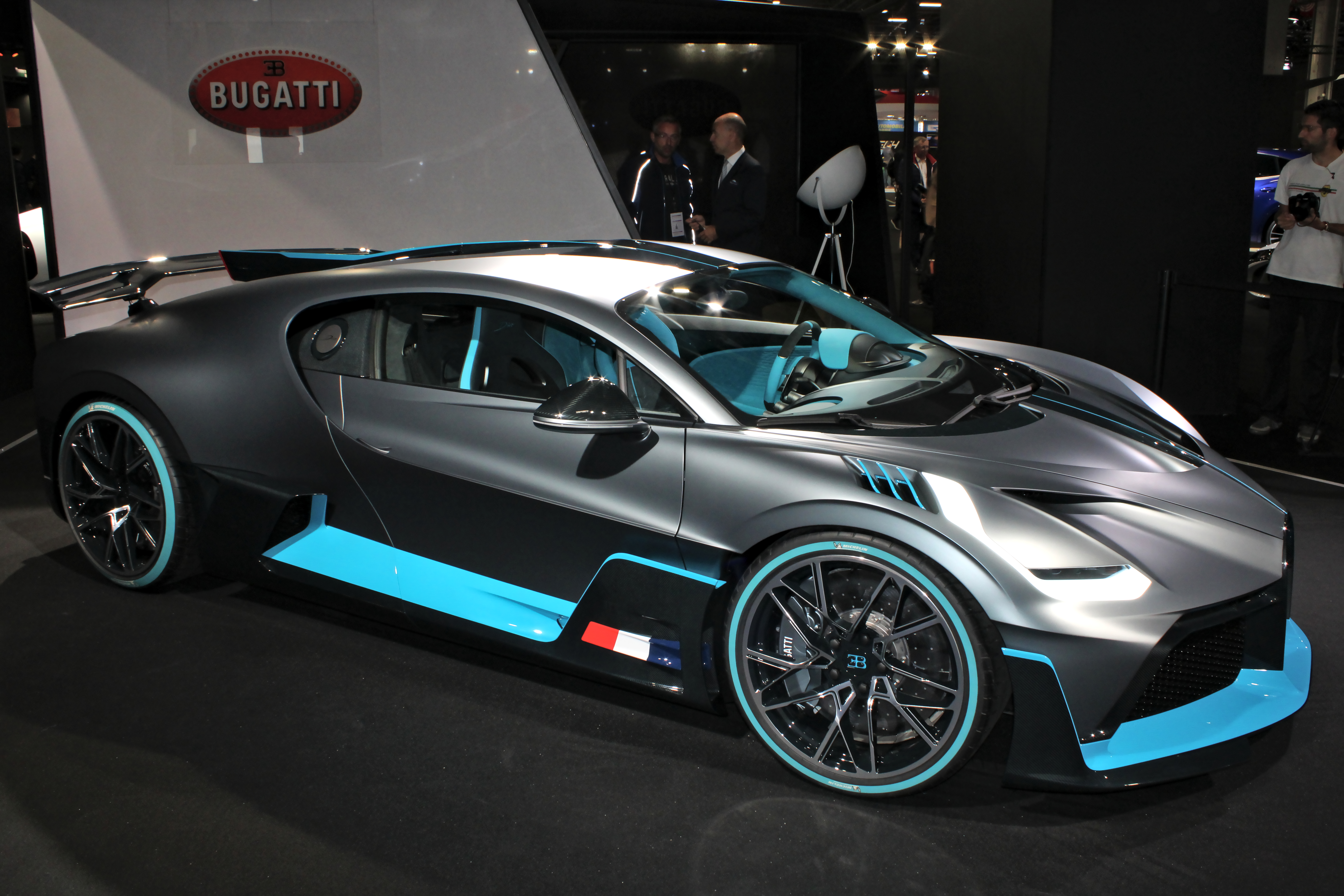
2018 파리 모터쇼의 부가티 디보

2018년 7월, 부가티는 시론을 기반으로 한 트랙 중심 차량인 디보 하이퍼카 40대를 생산할 것이라고 발표했다. 각 500만 유로의 차량은 며칠 만에 매진되었다. 2018년 8월, 디보는 몬터레이 카 위크의 일환으로 "더 퀘일: 모터스포츠 게더링"에서 처음으로 대중에게 공개되었다. 디보를 통해 부가티는 현대적인 코치빌딩을 시작했다.

### 부가티 라 부아튀르 누아르

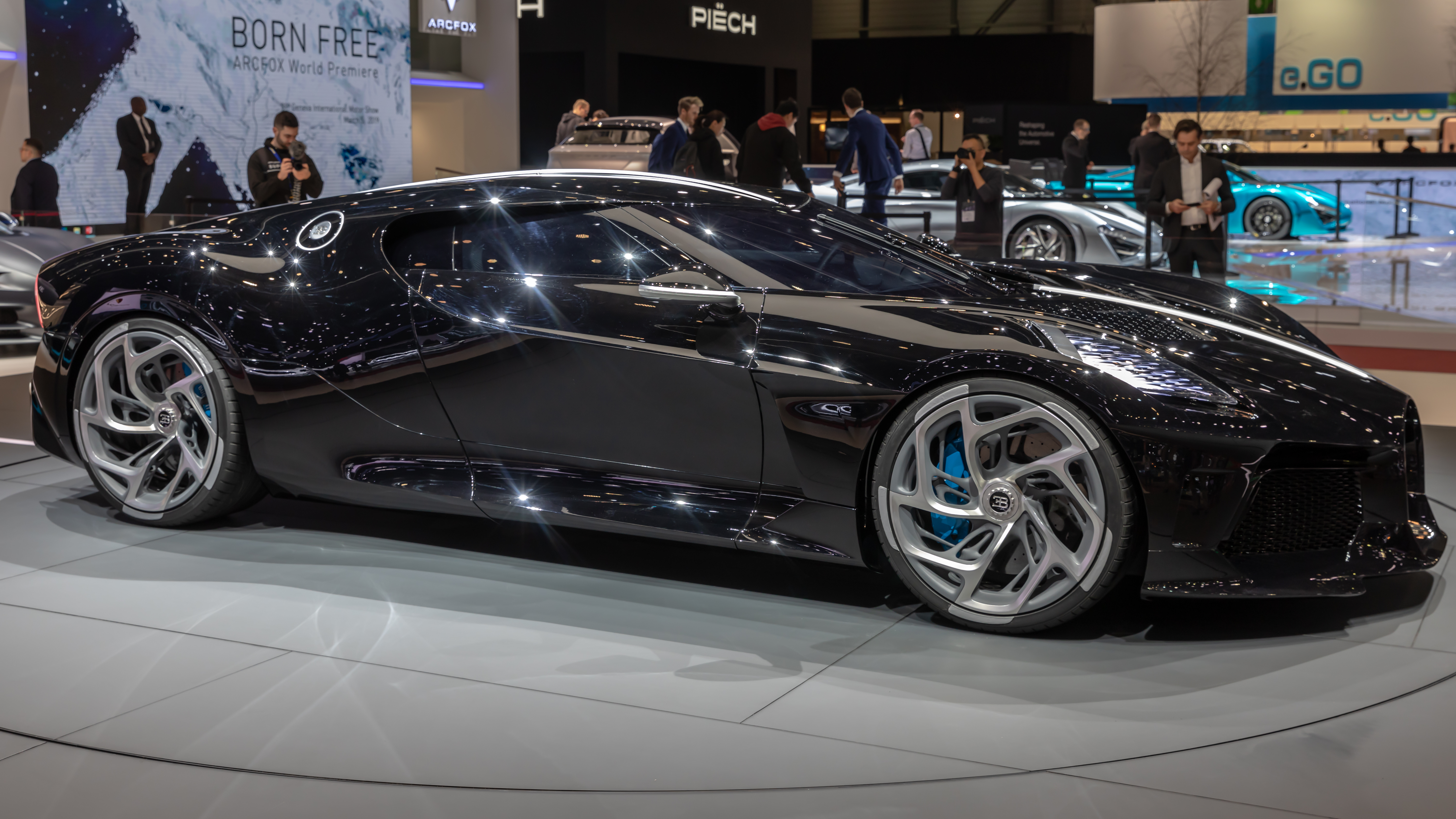
부가티 라 부아튀르 누아르

2019년 부가티가 제작 및 판매한 특별판 차량이다. 이 차량은 2019 제네바 모터쇼에서 공개되었다. 이 차량은 장 부가티의 전설적인 '사라진' 부가티 타입 57 SC 애틀랜틱에 경의를 표한다. 1,340만 미국 달러에 판매되어 신차로 판매된 차량 중 세 번째로 비싼 차량이 되었다.

### 부가티 센토디에치

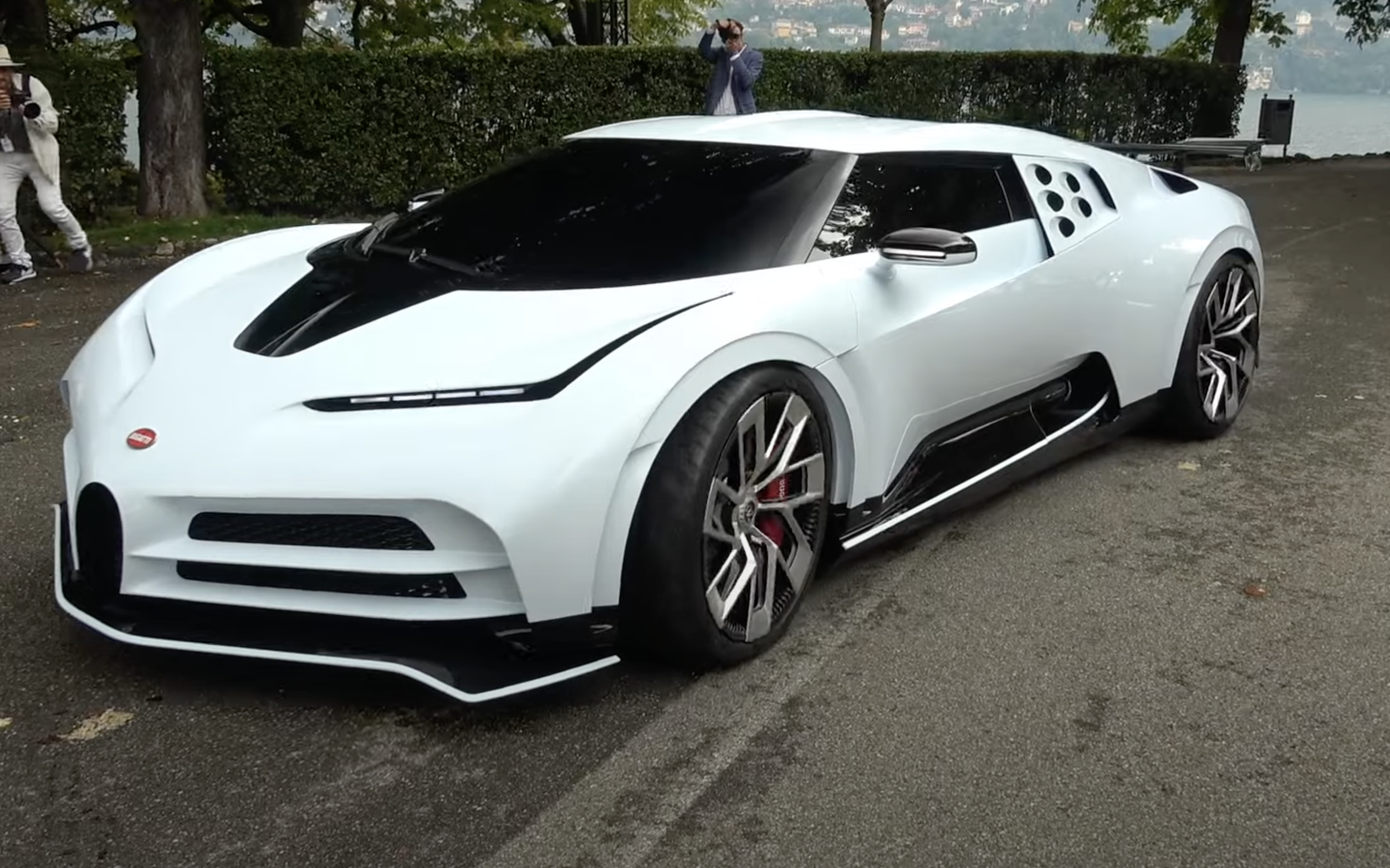
부가티 센토디에치

2019년 8월, 부가티는 몬터레이 카 위크의 일환으로 "더 퀘일: 모터스포츠 게더링"에서 "센토디에치"(이탈리아어로 110을 의미)를 선보였다. 이 하이퍼카는 "역사적인 EB 110을 재해석한다." 이 차량은 8.0리터 W16 엔진을 장착한 부가티 시론을 기반으로 하지만, 센토디에치에서는 7,000rpm에서 1,600 PS (1,177 kW; 1,578 hp)의 출력을 낸다. 오일 쿨러 근처의 추가 공기 흡입구는 성능이 향상된 엔진의 온도를 조절한다. 순수하게 계산적으로 센토디에치는 0에서 100 km/h (62 mph)까지 2.4초, 200 km/h (124 mph)까지 6.1초, 300 km/h (186 mph)까지 13.1초 만에 가속하며, 최고 속도는 전자적으로 380 km/h (236 mph)로 제한된다. 시각적으로는 EB 110을 기반으로 한 쐐기형 디자인이다. 대당 800만 유로의 가격으로 10대 한정 생산된 소량 생산 모델은 즉시 매진되었다.

### 부가티 볼리드

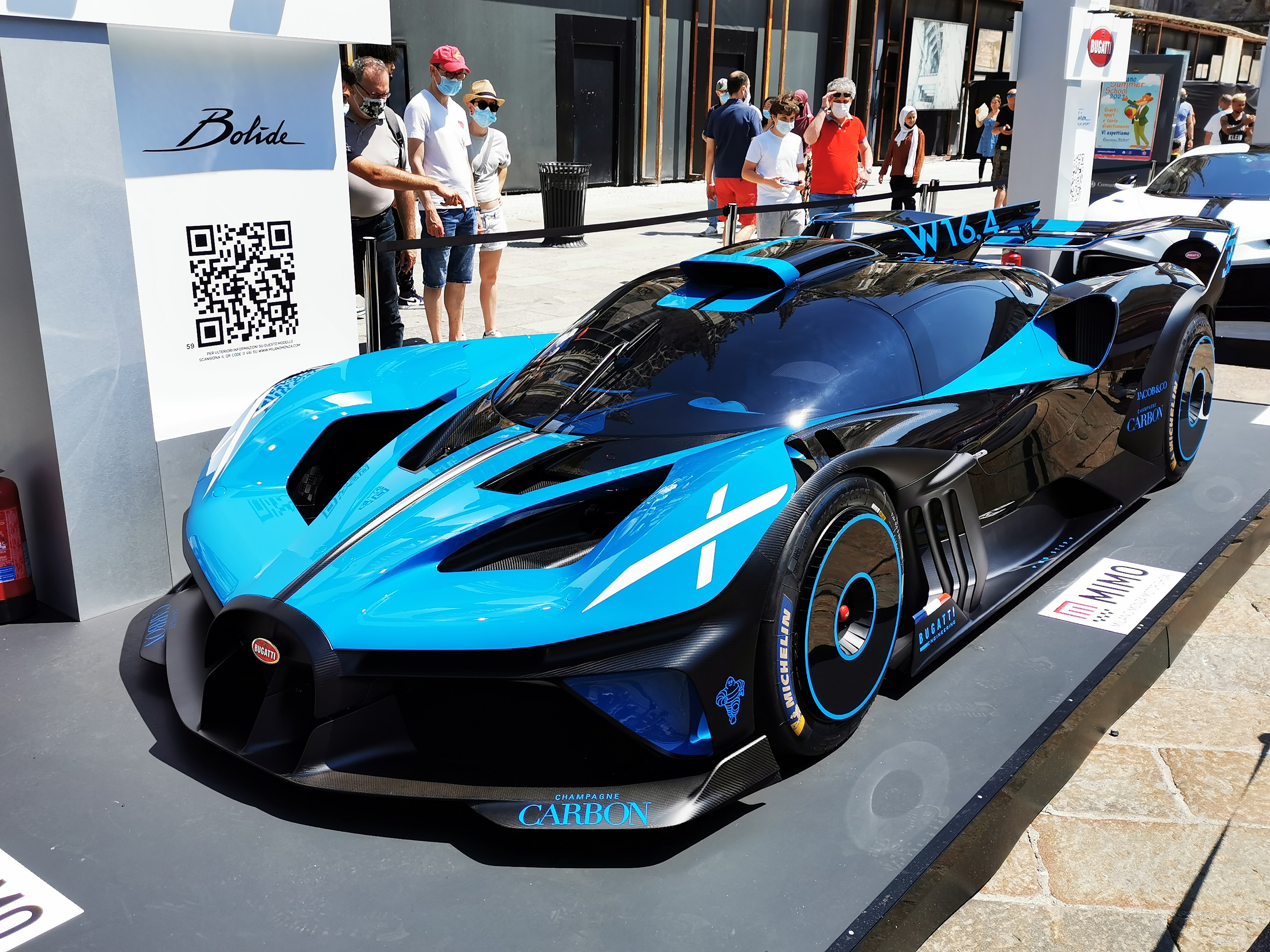
2021년 밀라노 모터쇼의 부가티 볼리드

부가티의 첫 번째 트랙 전용 하이퍼카로, 2020년 10월에 온라인으로 공개되었다. 부가티의 기존 8.0리터 부가티 W16 엔진을 중심으로 제작되었으며, 엔지니어들은 최소한의 차체만 설계했다. 그 결과 가능한 가장 작은 외피를 갖게 되었다. 컨셉트형 버전은 1,361kW(1,825hp, 1,850PS)의 출력을 자랑했지만, 이는 110옥탄 레이싱 연료를 사용하여 달성된 것이었다. 양산형 버전은 98 RON 가솔린을 사용하여 1,177kW(1,578hp, 1,600PS)의 출력과 2,250rpm에서 1,600N⋅m(1,180lbf⋅ft)의 토크를 낼 것이다. 최고 속도는 500 km/h (311 mph)를 초과할 것으로 예상된다. 몬터레이 카 위크 발표의 일환으로 부가티는 40대의 볼리드 생산 모델을 제작할 것이라고 밝혔다. 현재 이 하이퍼카는 개발 프로그램의 최종 단계를 거치고 있지만, 부가티는 2024년에 인도를 시작하는 것을 목표로 하고 있다. 가격은 400만 유로부터 시작한다.

### 부가티 미스트랄

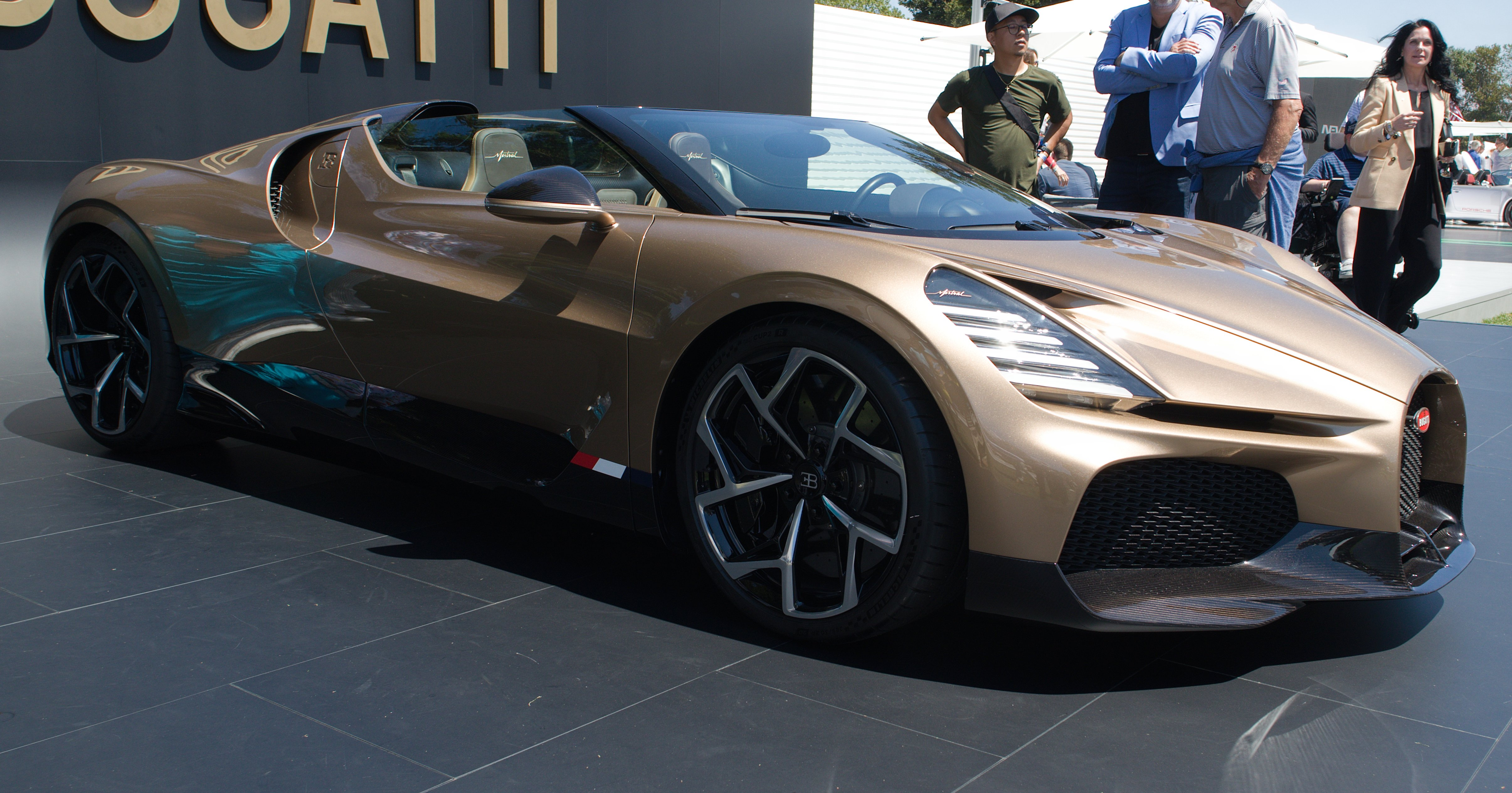
2023년형 부가티 미스트랄

2022년 8월 19일에 공개되었으며, 부가티는 이를 세계에서 가장 빠른 로드스터라고 주장한다. 미스트랄은 시론 플랫폼을 기반으로 하지만, 부가티 시론의 카브리올레 모델이 아니라 2005년 부가티 베이론과 함께 도입된 W16 엔진을 사용하는 마지막 차량을 의미하는 부가티의 독특한 로드스터 모델이다.

### 부가티 투르비용

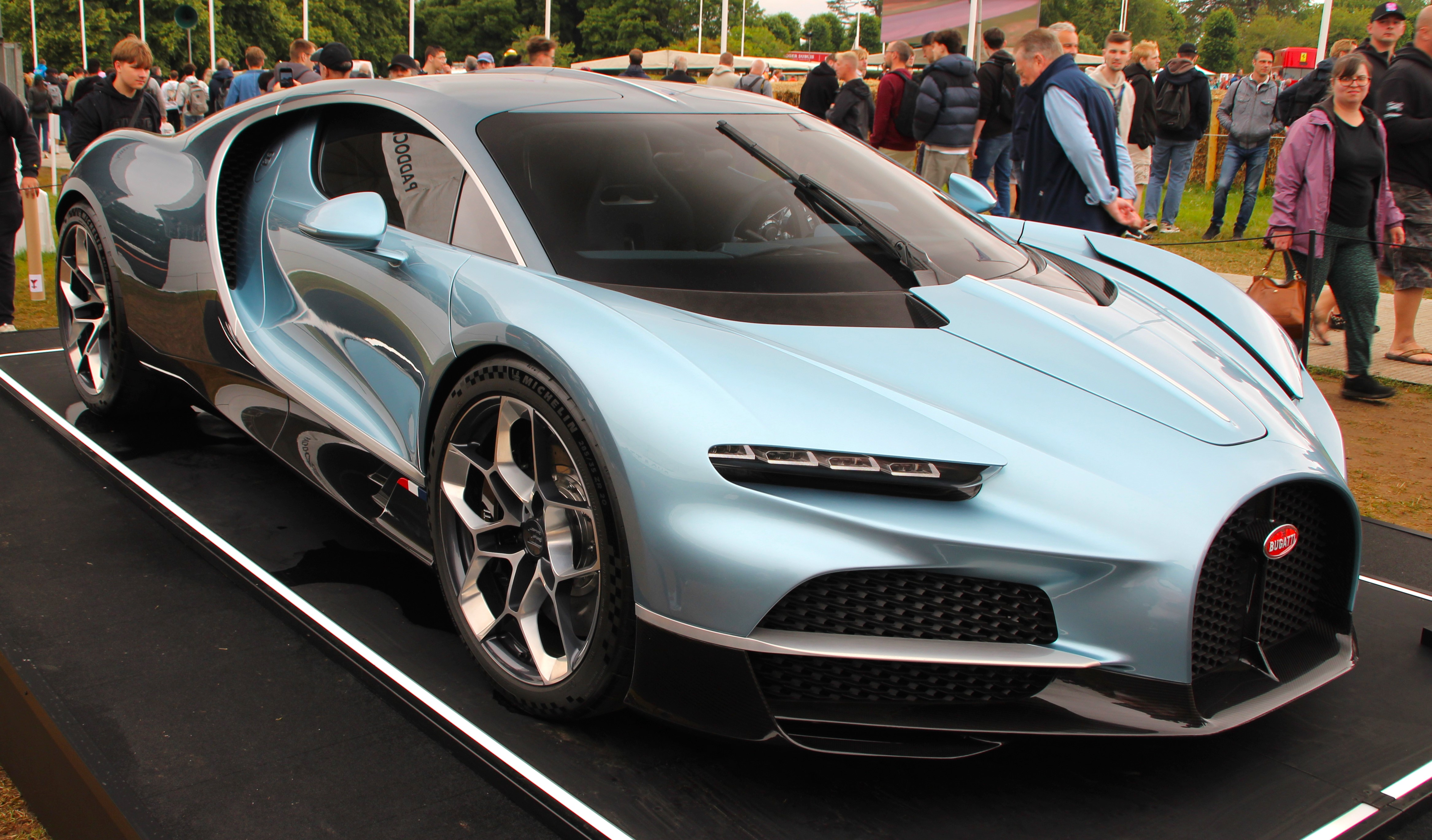
2024년형 부가티 투르비용

2024년 6월 20일, 부가티는 시론의 후속 모델이 투르비용으로 명명될 것이라고 발표했다. 코스워스 설계의 자연흡기 V16 엔진과 3개의 전기 모터 하이브리드 시스템이 결합된 투르비용은 총 1800마력의 출력을 자랑한다.

## 혁신
2019년, 프랑스 제조사는 적층 제조 방식으로 생산된 가장 큰 부피의 타이타늄 부품인 타이타늄 브레이크 캘리퍼를 공개했다.

## 수상
부가티는 2019년 12월 제네바 전시 부스에 대해 오토모티브 브랜드 콘테스트와 아이코닉 어워드에서 세 가지 디자인 상을 받았다. 독일 디자인 어워드에서 부가티는 "우수 건축 - 박람회 및 전시" 부문에서 "수상자"가 되었다. 탑 기어 어워드에서 부가티 슈퍼 스포츠 300+는 2019년 "올해의 물리 수업" 부문을 수상했다. 같은 해 Auto Bild Sportscars Award에서 이 차량은 "슈퍼 스포츠카 수입" 부문에서 올해의 최고 스포츠카로 선정되었다.
부가티는 2020년 2월에 기업 디자인을 변경했다. 새로운 모습을 갖춘 첫 번째 쇼룸은 파리에 개장했다. 파트너는 1947년에 설립되었으며 슈퍼카 및 하이퍼카 전문인 그룹 슈마허였다. 같은 달, 부가티는 시론 250대가 생산되어 계획된 수량의 절반을 정확히 달성했다고 보고했다.

## 같이 보기
- 자동차 제조 회사 목록

## 참고 문헌
- “Volkswagen Aktiengesellschaft Facts and Figures 2012” (PDF). 《volkswagenag.com》. Volkswagen Aktiengesellschaft. 2012년 6월 11일. 1058.809.453.20. 2013년 10월 2일에 원본 문서 (PDF)에서 보존된 문서. 2012년 8월 10일에 확인함.
- Cremer, Andreas (2011년 3월 31일). 《Bugatti Said to Get Backing for $1.4 Million Galibier Supercar》. 《Bloomberg Businessweek》 (New York City, New York: BLOOMBERG L.P). ISSN 0007-7135. 2012년 8월 11일에 원본 문서에서 보존된 문서. 2012년 8월 11일에 확인함.
- “BBC Two - Top Gear, Series 7, Episode 5”. BBC. 2005년 12월 11일. 2013년 5월 28일에 확인함.

## 내용주
1. ↑  리미트 해제 시 420km/h